# Comtés cadastraux de l'État du Victoria

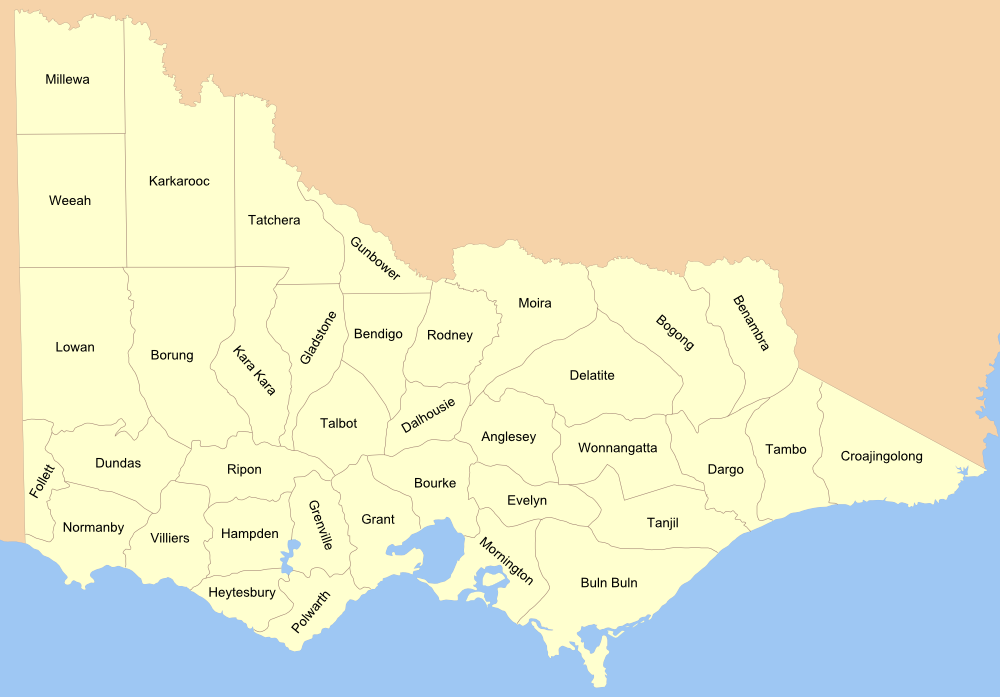
Carte des comtés (counties ou shires) historiques cadastraux de l'État du Victoria.

La création des 37 comtés cadastraux de l'État du Victoria s'est faite progressivement dans la seconde moitié du XIXe siècle, en plusieurs étapes : 1849, 1853, 1869, 1870 et 1871. 
Ces comtés (Counties ou Shires) ne sont pas des entités administratives de gouvernement local. Il s'agit d'un découpage territorial purement cadastral.

## Liste des comtés historiques cadastraux de l'État du Victoria
Le tableau ci-dessous contient la liste des comtés historiques cadastraux de l'État du Victoria, classés en base par ordre alphabétique, avec leur année de création.
| Année | Comté (County)              |
| ----- | --------------------------- |
| 1849  | Comté d'Anglesey (en)       |
| 1871  | Comté de Benambra (en)      |
| 1869  | Comté de Bendigo (en)       |
| 1871  | Comté de Bogong (en)        |
| 1871  | Comté de Borung (en)        |
| 1853  | Comté de Bourke (en)        |
| 1871  | Comté de Buln Buln (en)     |
| 1871  | Comté de Croajingolong (en) |
| 1849  | Comté de Dalhousie (en)     |
| 1871  | Comté de Dargo (en)         |
| 1871  | Comté de Delatite (en)      |
| 1849  | Comté de Dundas (en)        |
| 1849  | Comté d'Evelyn (en)         |
| 1849  | Comté de Follett (en)       |
| 1870  | Comté de Gladstone (en)     |
| 1853  | Comté de Grant (en)         |
| 1849  | Comté de Grenville (en)     |
| 1871  | Comté de Gunbower (en)      |
| 1849  | Comté d'Hampden (en)        |
| 1849  | Comté de Heytesbury (en)    |
| 1871  | Comté de Kara Kara (en)     |
| 1871  | Comté de Karkarooc (en)     |
| 1871  | Comté de Lowan (en)         |
| 1871  | Comté de Millewa (en)       |
| 1871  | Comté de Moira              |
| 1849  | Comté de Mornington (en)    |
| 1853  | Comté de Normanby (en)      |
| 1849  | Comté de Polwarth (en)      |
| 1849  | Comté de Ripon (en)         |
| 1871  | Comté de Rodney (en)        |
| 1849  | Comté de Talbot (en)        |
| 1871  | Comté de Tambo (en)         |
| 1871  | Comté de Tanjil (en)        |
| 1871  | Comté de Tatchera (en)      |
| 1849  | Comté de Villiers (en)      |
| 1871  | Comté de Weeah (en)         |
| 1871  | Comté de Wonnangatta (en)   |